# August Heim
August Heim, född 13 mars 1904, död 8 maj 1976, var en tysk fäktare.
Heim blev olympisk bronsmedaljör i florett och i sabel vid sommarspelen 1936 i Berlin.